# 心海寺 (品川区)
心海寺（しんかいじ）は、東京都品川区にある真宗大谷派の寺院。

## 概要
1647年（正保4年）、本多忠峯の開基である。忠峯は徳川家康の家臣で小田原合戦の折に負傷し、出家して「峯山」を名乗った。関ヶ原の戦いの際に、東本願寺第12代法主教如が家康への陣中見舞いの途上で、当時品川の草庵に籠っていた峯山を教化したことで、峯山は教如の弟子となり、「教山」と改称した。そして品川の草庵を寺院化したのが起源である。
本尊の阿弥陀如来像は、教如が持参した阿弥陀如来像2体のうちの一つであり、もう一つは浅草本願寺（現浄土真宗東本願寺派本山東本願寺）の本尊となっている。

## 交通アクセス
- 新馬場駅より徒歩5分（経路案内）。